# Simón Rodríguez
Pour les articles homonymes, voir Simon Rodriguez et Rodríguez.
Simón Rodríguez, également connu sous le nom de Samuel Robinson, est un philosophe et éducateur vénézuélien, né à Caracas le 28 octobre 1769 et mort dans le district d'Amotape (Pérou) le 28 février 1854.

## Biographie
Il est connu pour avoir été le professeur et mentor de Simón Bolívar.
Il est enterré au Panthéon national du Venezuela.
Il apparaît sur les billets de 50 et 10 000 bolivars forts vénézuéliens puis sur ceux de 20 bolivars souverains à partir d'août 2018.
L'astéroïde (149528) Simónrodríguez est nommé en sa mémoire.